# O Século
 (mai 2018).
Si vous disposez d'ouvrages ou d'articles de référence ou si vous connaissez des sites web de qualité traitant du thème abordé ici, merci de compléter l'article en donnant les références utiles à sa vérifiabilité et en les liant à la section « Notes et références ».
O Século (Le Siècle) était un quotidien du matin publié à Lisbonne entre 1880 et 1978.
Il a été fondé le 8 juin 1880 par le journaliste Sebastião de Magalhães Lima, qui avait étudié le Droit à l'Université de Coimbra.
C'était un journal de référence, grand rival du Diário de Notícias.